# Teodoro Chassériau
Teodoro Chassériau (El Limón, 20 de septiembre de 1819-París, 8 de octubre de 1856) fue un pintor romántico francés de origen dominicano, destacado por sus retratos, pintura de historia y religiosa, murales alegóricos e imágenes orientales inspiradas por sus viajes a Argelia.

## Biografía

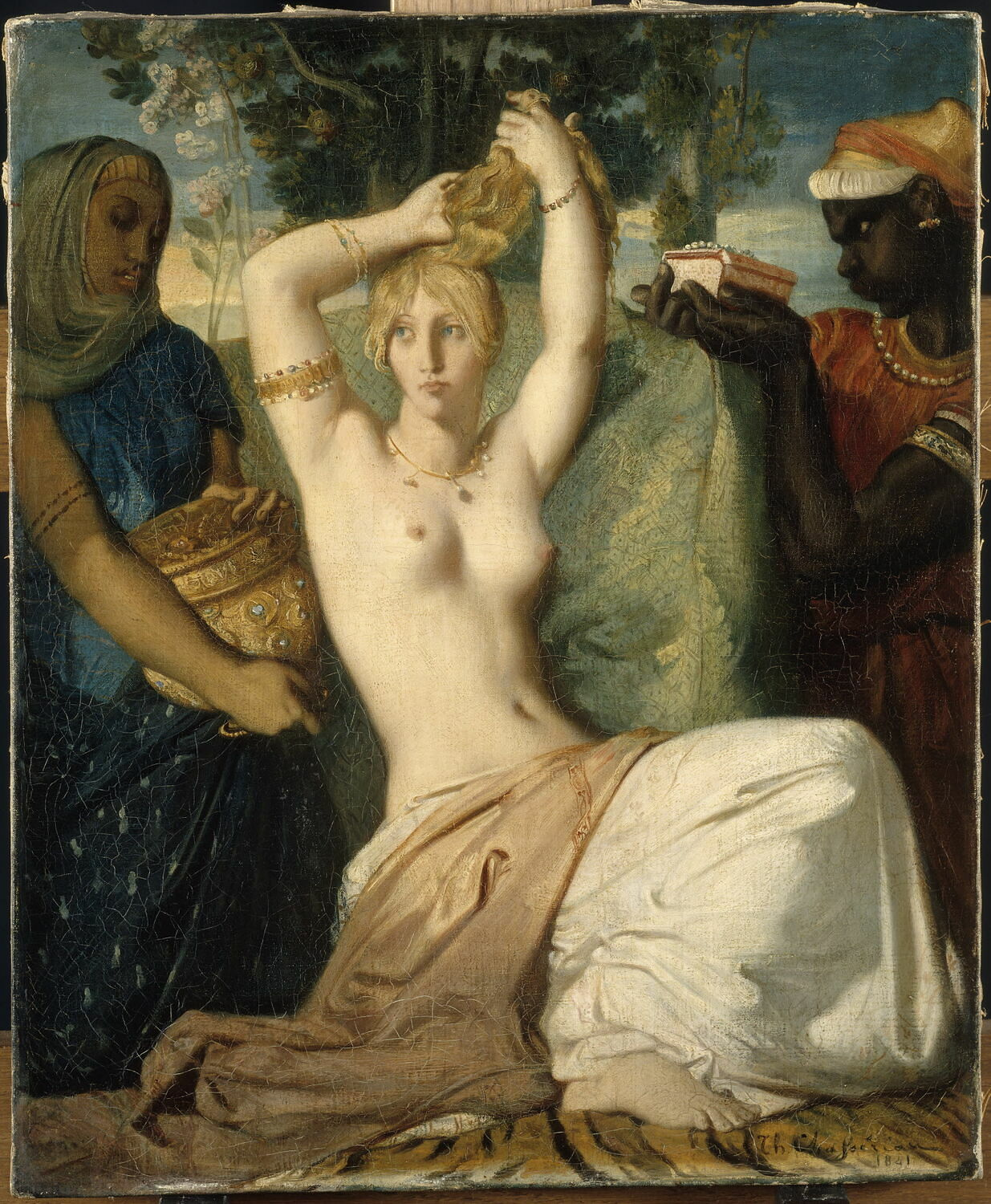
La toilette d'Esther (1841), Museo del Louvre.

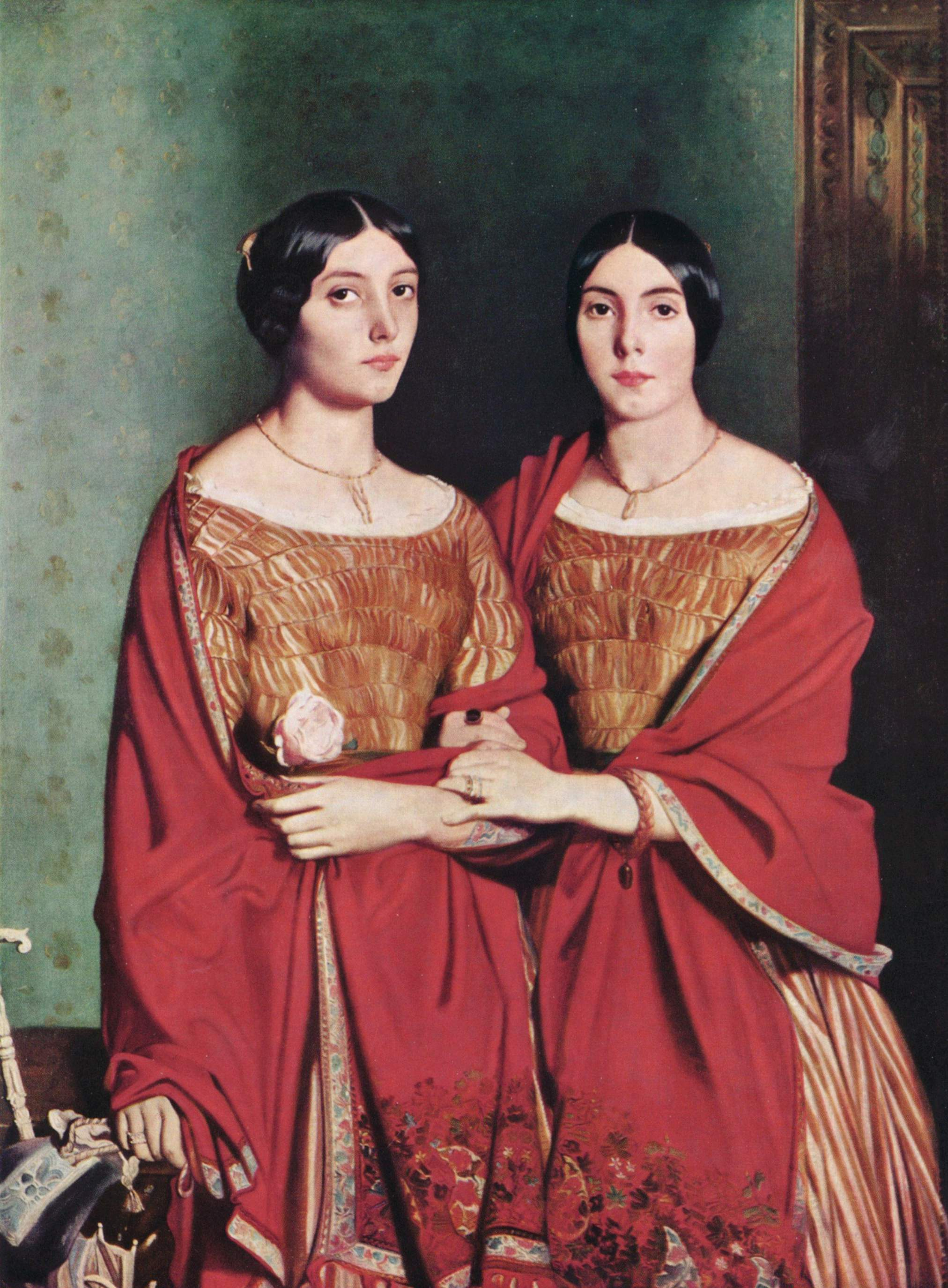
Las dos hermanas Théodore Chassériau - Museo del Louvre, París.

Chassériau nació en Samaná, pueblo en la colonia caribeña de Santo Domingo (la actual República Dominicana). Su padre era Benoît Chassériau (1780-1844), un diplomático francés que fue ministro del Interior de Cartagena de Indias y su madre fue María Magdalena Couret la Blaquière, hija de un rico terrateniente francés mulato nacido en Saint-Domingue (en la actual República Dominicana). Su padre era un gran amigo de Simón Bolívar.
La familia se trasladó a París en diciembre de 1820, cuando Chassériau tenía un año y tres meses. El joven Chassériau mostró muy pronto una precoz habilidad a la hora de dibujar. Fue aceptado en el taller de Jean Auguste Dominique Ingres en 1830, a los once años de edad, convirtiéndose en uno de los alumnos favoritos del gran clasicista. Ingres rápidamente le consideró su discípulo más verdadero, declarando: «Vengan, caballeros, a ver a este niño que será el Napoleón de la pintura.»
Después de que Ingres se marchase de París en 1834 para convertirse en el director de la Academia Francesa en Roma, Chassériau cayó bajo la influencia de Eugène Delacroix, cuya marca de colorismo pictórico era anatema para Ingres. El arte de Chassériau ha sido a menudo caracterizado como un intento de reconciliar el clasicismo de Ingres con el romanticismo de Delacroix. Ya a los dieciséis años creó su propio taller como retratista con influencias del realismo de los cuadros nórdicos, la pintura española y la técnica de su maestro Ingres.
Expuso por vez primera en el Salón de París en 1836, obteniendo una medalla de tercer puesto en la categoría de pintura de historia. En 1840 Chassériau viajó a Roma y se encontró con Ingres, cuya amargura ante la dirección que estaba tomando el trabajo de su estudiante llevó a una decisiva ruptura.
Entre las principales obras de su primera madurez se encuentran Susana y los viejos y Venus Anadiomena (ambas de 1839), Diana sorprendida por Acteón (1840), Andrómeda encadenada a la roca por las nereidas (1840), y La toilette de Ester (1841), revelando todas ellas un ideal muy personal de representación del desnudo femenino. Las principales obras religiosas de Chassériau de estos años, Cristo en el monte de los Olivos (un tema que trató en 1840 y de nuevo en 1844) y El descendimiento de la cruz (1842), recibieron críticas diversas; entre los defensores del artista estaba Théophile Gautier. Chassériau también ejecutó encargos de murales representando la vida de Santa María Egipcíaca en la iglesia de Saint-Merri en París; los acabó en 1843. Entre los retratos de este período están el Retrato del reverendo padre Dominique Lacordaire, de la orden de los frailes predicadores (1840), y Las dos hermanas (1843), que representa a las hermanas de Chassériau: Adèle y Aline.

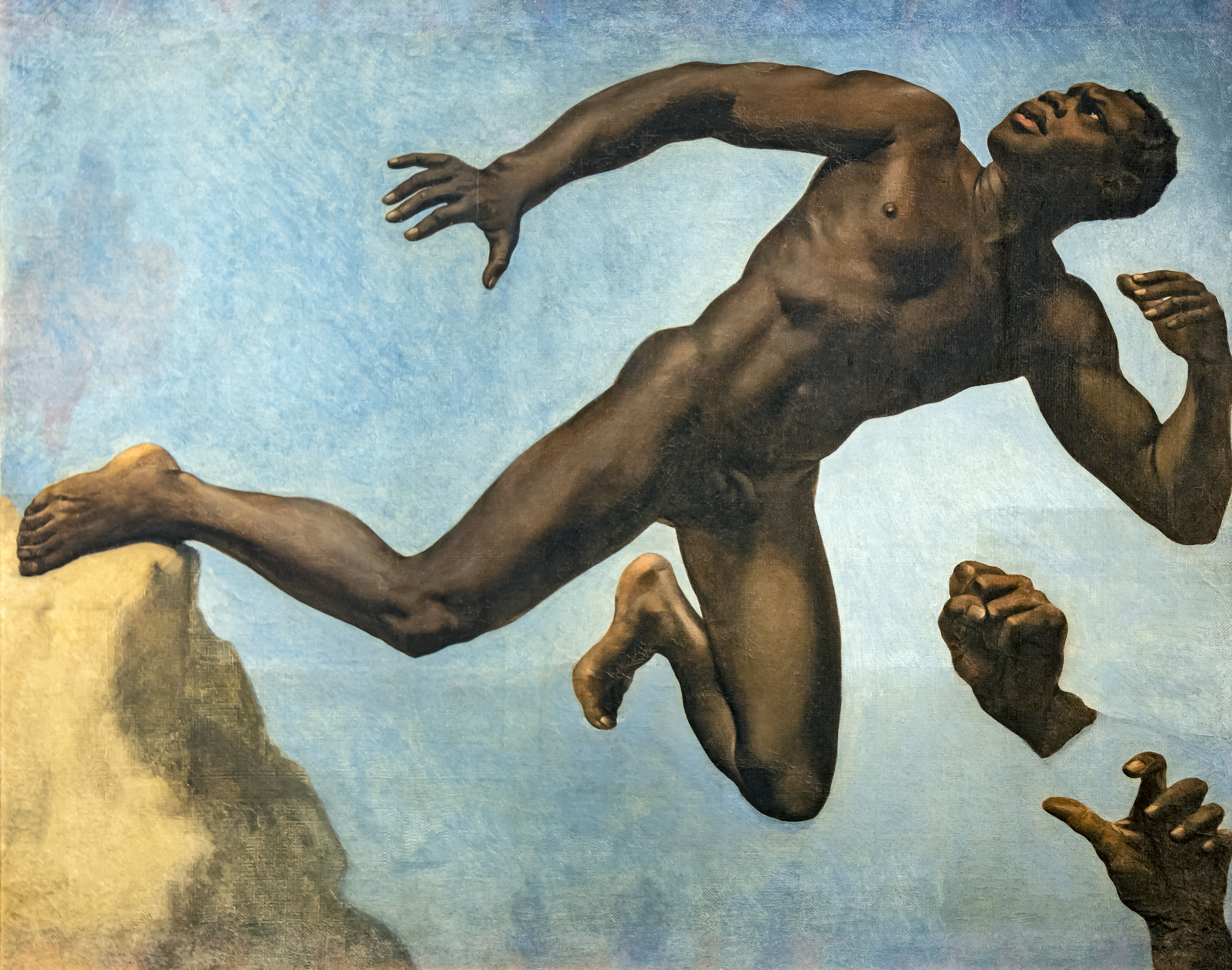
Estudio de hombre (1832) - Museo de Montauban

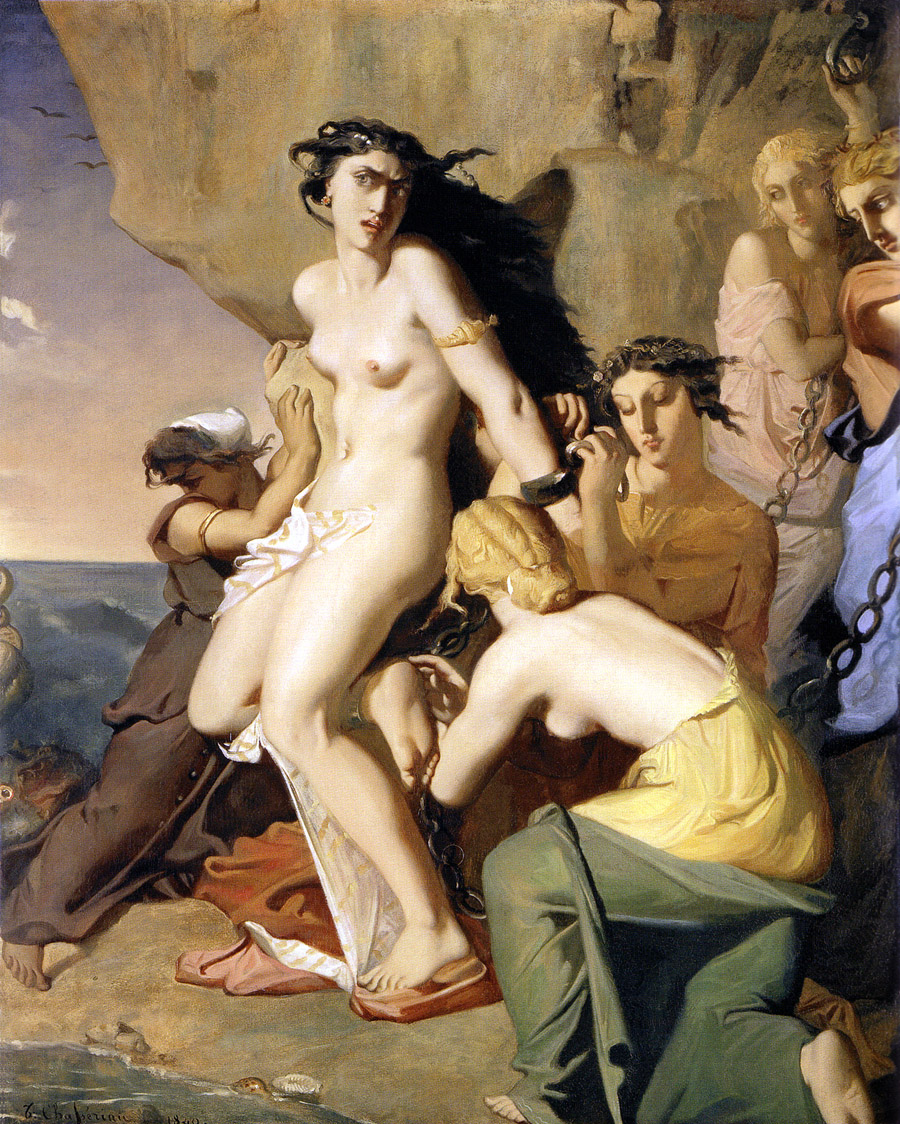
Andromeda encadenada a la roca por las nereidas, 1840, París, Louvre.

A lo largo de su vida fue un prolífico dibujante; sus muchos dibujos de retratos ejecutados a lápiz de grafito muy afilado son de un estilo parecido a los de Ingres. También creó un cuerpo de 29 grabados, incluyendo un grupo de 18 aguafuertes con temas del Otelo de Shakespeare en 1844. Como consecuencia de su intento de reconciliar el estilo de su maestro Ingres con el colorido de Delacroix, en su obra se pueden observar dos etapas diferenciadas. En esta primera etapa, hasta 1845, mostró la influencia de su maestro, idealizando las figuras. A partir de esa fecha, sin embargo, se abre una segunda etapa llena de influencias románticas y coloristas de Delacroix con un dibujo y composición plenamente clásicos.
En 1846, poco después de pintar la colosal Ali-Ben-Hamet, califa de Constantina y jefe de los haractas, seguido por su escolta, Chassériau hizo su primer viaje a Argelia. A partir de esbozos que hizo en este viaje y otros posteriores pintó temas como Jefes árabes visitando a sus vasallos y Mujeres judías en un balcón (ambas de 1849, actualmente en el Louvre). Un gran trabajo posterior, El tepidarium (1853, en el Museo de Orsay), representa a un gran número de mujeres secándose después del baño, en una ambientación arquitectónica inspirada por el viaje del artista en 1840 a Pompeya. Su obra más monumental fue su decoración de la gran escalera del Court des Comptes (Tribunal de Cuentas), encargo estatal de 1844 y completado en 1848. Su obra resultó severamente dañada en mayo de 1871 por un incendio durante la Comuna, y sólo pudieron recuperarse fragmentos; se conservan en el Louvre.
Después de un período de mala salud, exacerbada por su agotador trabajo en encargos murales para decorar las iglesias de San Roque y Saint-Philippe-du-Roule, Chassériau murió a los treinta y siete años de edad en París, el 8 de octubre de 1856.
Su obra tuvo un impacto significativo en el estilo de Puvis de Chavannes y Gustave Moreau, y —a través de la influencia de esos artistas— en la obra de Paul Gauguin y Henri Matisse. En la República Dominicana, con el apoyo de amantes del arte de varios países, se ha constituido una Asociación Pro Bicentenario Theodore Chassériau, para resaltar su figura desde El Limón, de Samaná donde nació y fue bautizado el 23 de noviembre de 1819. Existe con esta iniciativa, una serie de proyectos para proyectar la figura del artista que culminará con la construcción de un museo con su nombre, en ese espacio de montañas, ríos y mar.

### El mestizaje del pintor
Théodore era delgado, con una cara larga, como se muestra en sus autorretratos. Sin ser guapo, algunos incluso hablarán de fealdad, exuda una elegancia natural, a menudo reportada por sus contemporáneos, con la notable excepción de Victor Hugo, quien estaba celoso de la relación del artista con la actriz Alice Ozy, que lo rechazó.
La cuestión del mestizaje de Théodore Chassériau ya fue planteada por el crítico de arte Aglaüs Bouvenne y Victor Hugo en "Choses vues".
El mestizaje también se sugiere en el retrato pintado por Alphonse Masson, tan extrañamente diferente de los autorretratos del artista. También es sorprendente que no exista ninguna fotografía de él. Parece que Teodoro siempre rechazó las sugerencias que le hizo el famoso fotógrafo Nadar. Théodore Chassériau, cuya madre era una criolla cuarterona, sin duda estuvo más influido por su nacimiento en el Caribe y su padre de lo que se ha escrito.

## Principales obras
- 1835 : Aline Chassériau (Louvre)
- 1836 : Retrato de Adéle Chassériau
- 1836 : Ernest Chassériau (Louvre)
- 1836 : La maldición de Caín
- 1836 : El regreso del hijo pródigo
- 1837 : Ruth y Booz
- 1838 : Venus marina, llamada Venus Anadiomena, óleo sobre lienzo, 65 x 55 cm, Museo del Louvre
- 1839 : Susana en el baño (La casta Susana) (Louvre)
- 1839 : Isaure Chassériau
- 1840 : Andrómeda encadenada a las rocas por las nereidas, óleo sobre lienzo, 92 x 74 cm, Museo del Louvre
- 1840 : Jeune prêtre, (Detroit Institute of Arts)
- 1840 : Cristo en el monte de los Olivos (Decoración de la iglesia de Saint-Jean d'Angély)
- 1840 : Diana sorprendida por Acteón, 55 x 74 cm
- 1840 : Retrato del reverendo padre Lacordaire, de la orden de los frailes predicadores, Louvre
- 1841 : Ester se prepara para presentarse a Asuero, llamada El tocador de Ester (Louvre)
- 1841 : Retrato de la condesa de Marie d'Agoult (dibujo y pintura)
- 1841 : Charlotte de Pange (1616-1850) (Metropolitan Museum of Art New-York)
- 1842 : Tres escenas de la vida de Santa María Egipciaca (Louvre)
- 1842 : La baigneuse (vue de dos) (Pinacoteca de Múnich)
- 1842 : Admiral Baron Victor Duperré (dibujo), (Detroit Institute of Arts)
- 1842 : Las cautivas troyanas
- 1842 : El descendimiento de la cruz
- 1843 : Las dos hermanas (Aline y Adèle hermanas de Théodore) (Louvre)
- 1843 : María Egipciaca, fresco decorativo de la iglesia de Saint-Merri en París
- 1844 : Apolo y Dafne (Louvre)
- 1844 : Cristo en el jardín (Cristo en el monte de los Olivos)
- 1845 : Ali-Ben-Hamet, califa de Constantina (Versalles)
- 1845 : Muerte de Cleopatra
- 1846 : Barón Charles Frédéric Chassériau (dibujo), (Art Institute of Chicago)
- 1848 : La actriz Alice Ozy (dessin), (Detroit Institute of Arts)
- 1848 : Mademoiselle Cabarrus (Quimper)
- 1849 : Le Coucher de Desdémone (Louvre)
- 1849 : Héro et Léandre, dit  Le Poète et la Sirène (Louvre)
- 1849 : Caíd visitando un aduar (1849)
- 1849 : Jefes árabes visitando a sus vasallos (1849, Louvre)
- 1849 : Mujeres judías en un balcón (1849, Louvre).
- 1850 : Bañista dormida junto a una fuente
- 1850 : Mujeres moras
- 1850 : Jinetes árabes
- 1850 : La Tentación de San Antonio
- 1850 : Young Moorish Woman Nursing her Child
- 1850 : El bautismo del eunuco
- 1851 : Femme et fillette de Constantine avec une gazelle
- 1852 : Chefs de tribus arabes se défiant en combat singulier, sous les remparts d'une ville (Museo de Orsay)
- 1852 : Cavaliers arabes emportant leurs morts, après une défaite contre des Spahis (Louvre)
- 1852 : Cristo con Marta y María
- 1853 : Tepidarium de Pompeya (El tepidario), óleo sobre lienzo, 171 × 258 cm, Museo de Orsay
- 1853 : La defensa de los galos
- 1854 : Macbeth descubre el espectro de Banco (El fantasma de Banquo), óleo sobre tabla, 54 x 64 cm, Reims, Museo de Bellas Artes.
- 1855 : Macbeth suivi de Banco rencontre les Trois Sorcières sur la Lande (Macbeth)
- 1855 : Judíos de Constantina
- 1856 : Interior de un harén
- 1856 : Otelo y Desdémona (una de las escenas de Otelo)
- 1856 : Desdémona (Una de las escenas de Otelo)

### Frescos
- 1843 : Decoración de la iglesia de Saint-Merri en París: Frescos de Santa María Egipciaca
- 1844-1848 : La Paz, decoración de la escalera de la Cour des comptes
- 1853 : Decoración de la iglesia de San Roque en París
- 1855 : Decoración de la  iglesia de Saint-Philippe-du-Roule en París

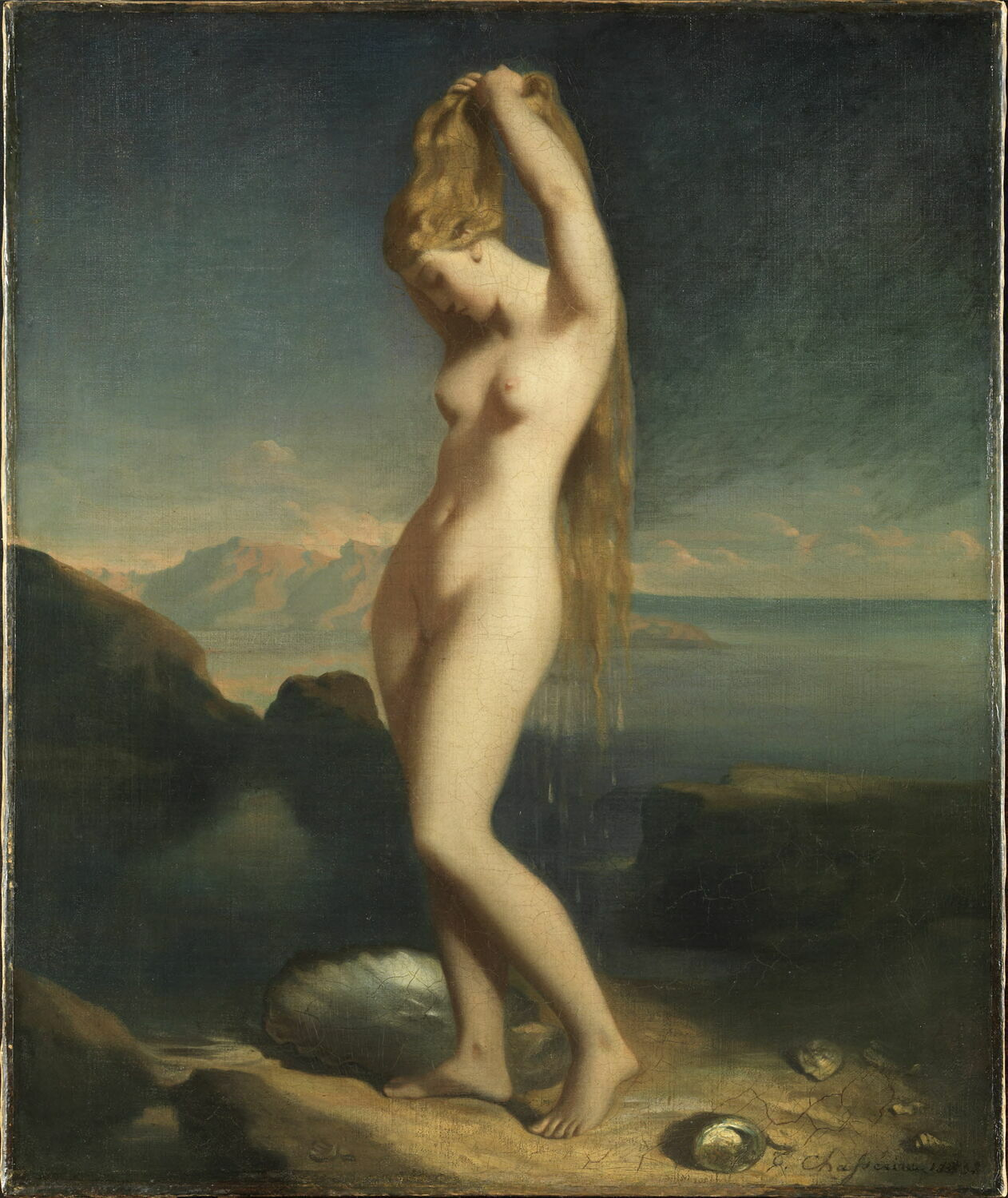
Venus Anadiomena, llamada también Venus marina (1838, París, Louvre)
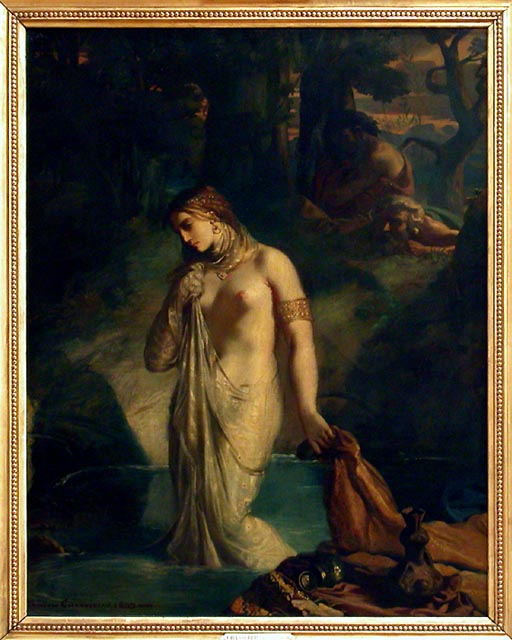
La casta Susana
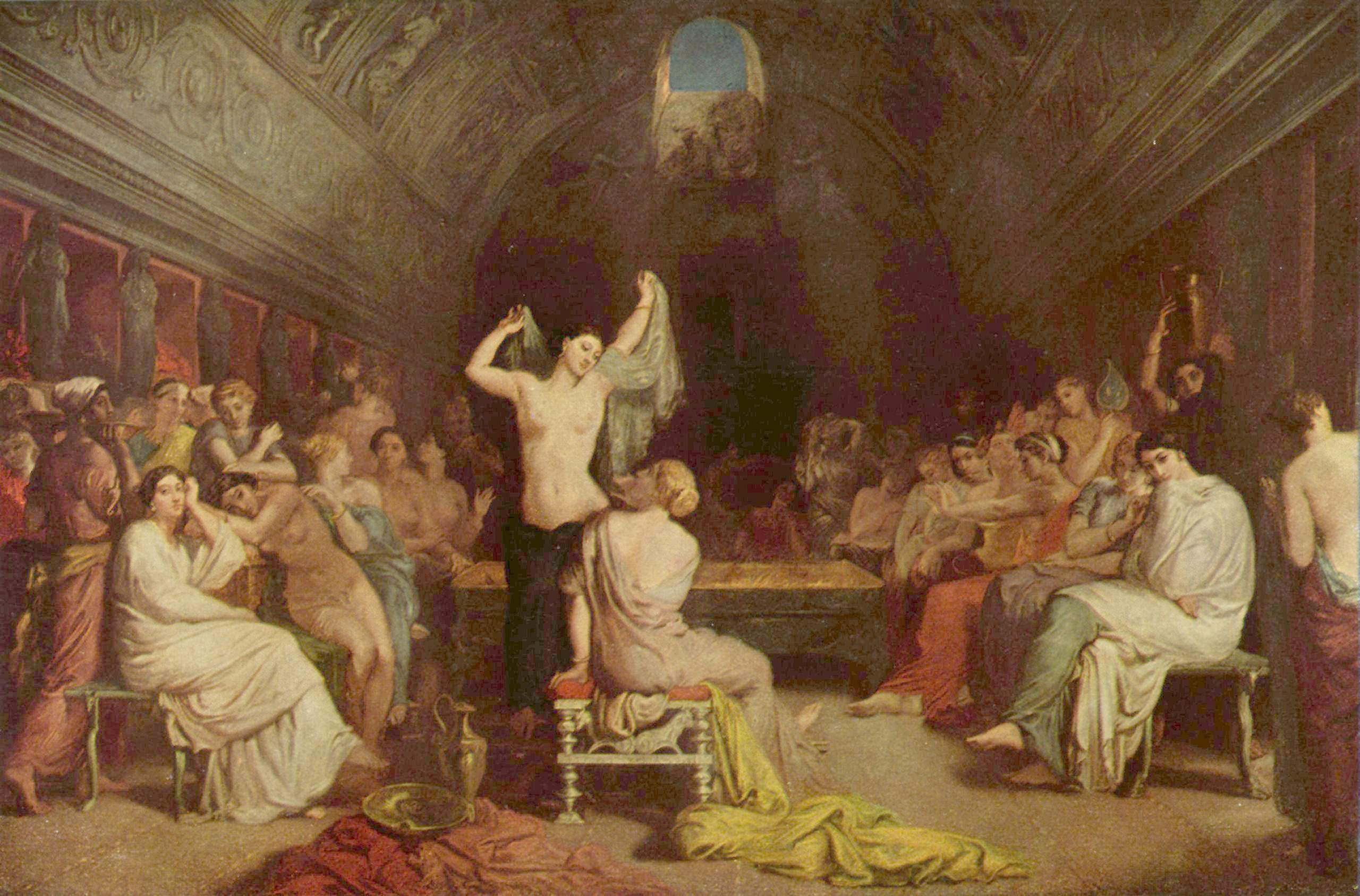
El tepidario
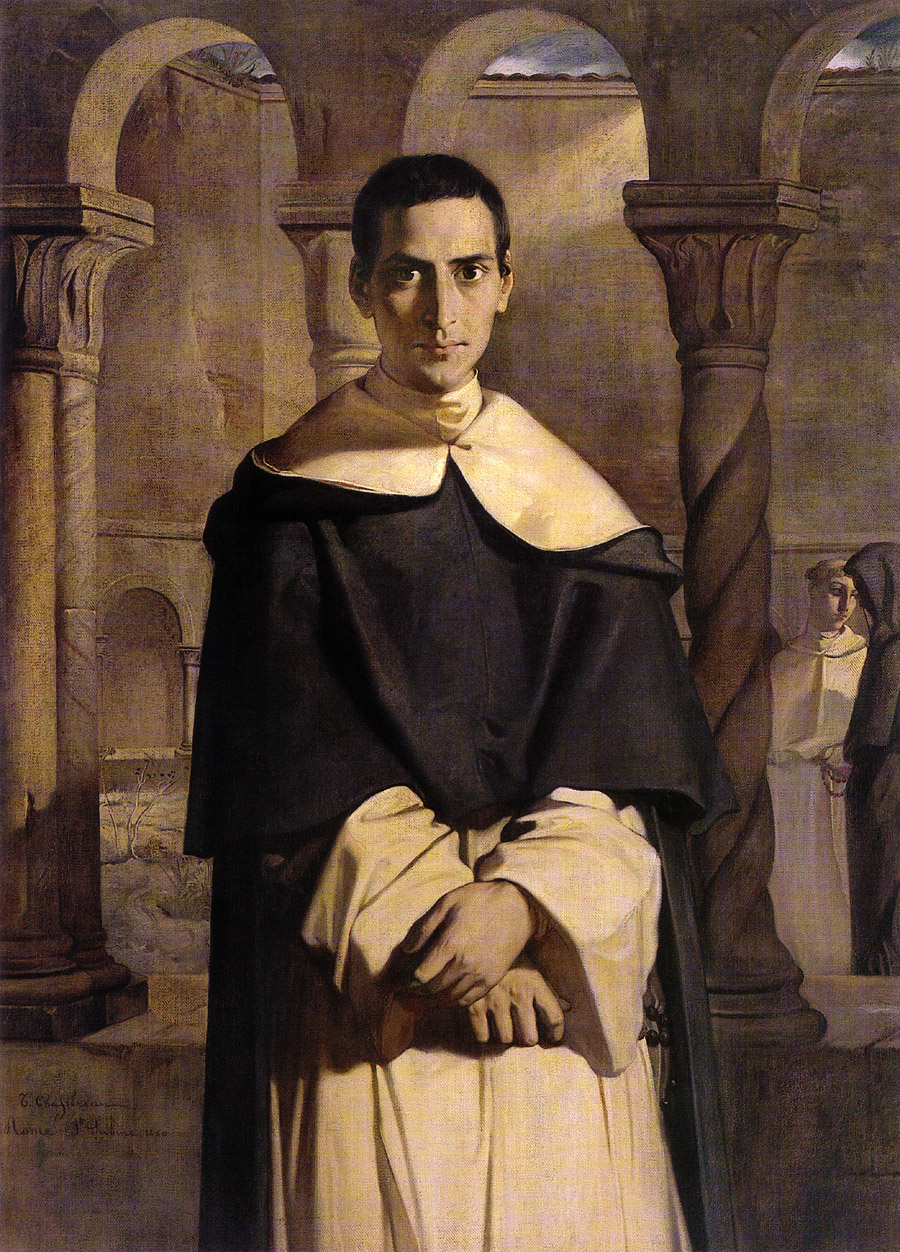
Retrato de Dominique Lacordaire
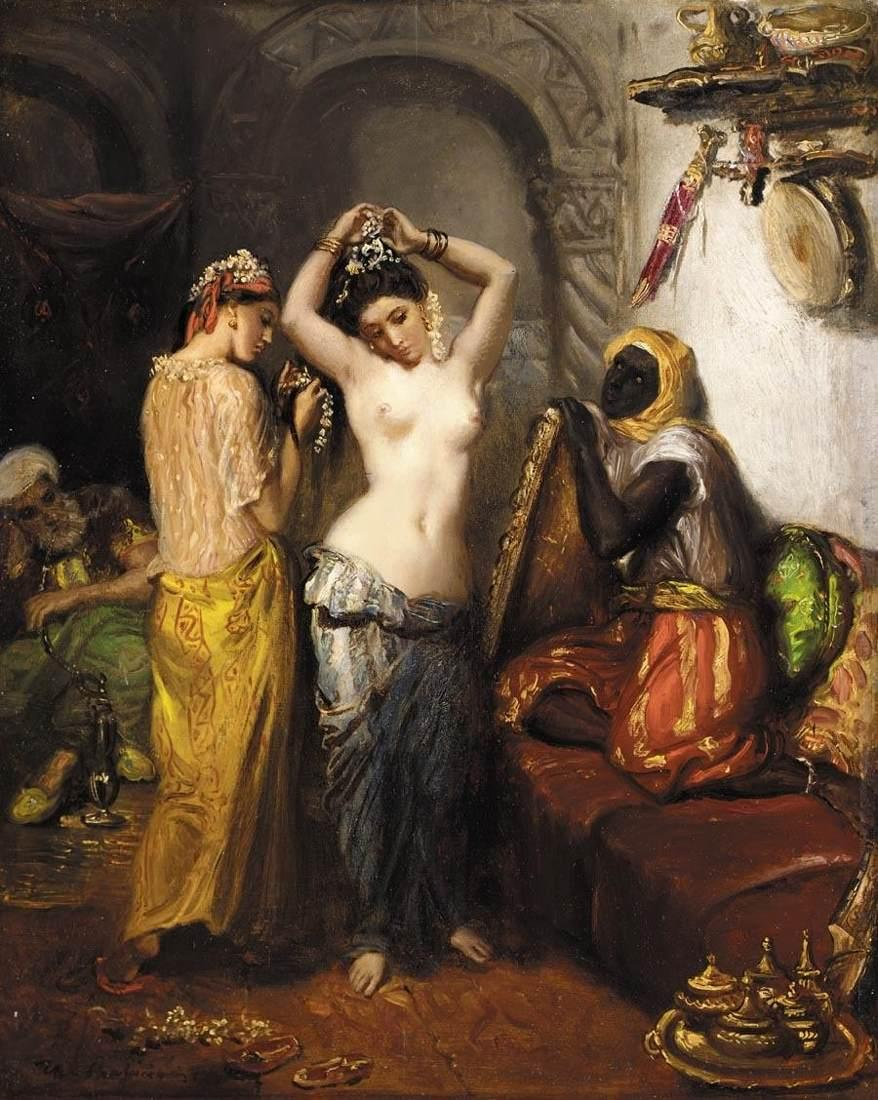
Interior de un harén - 1854
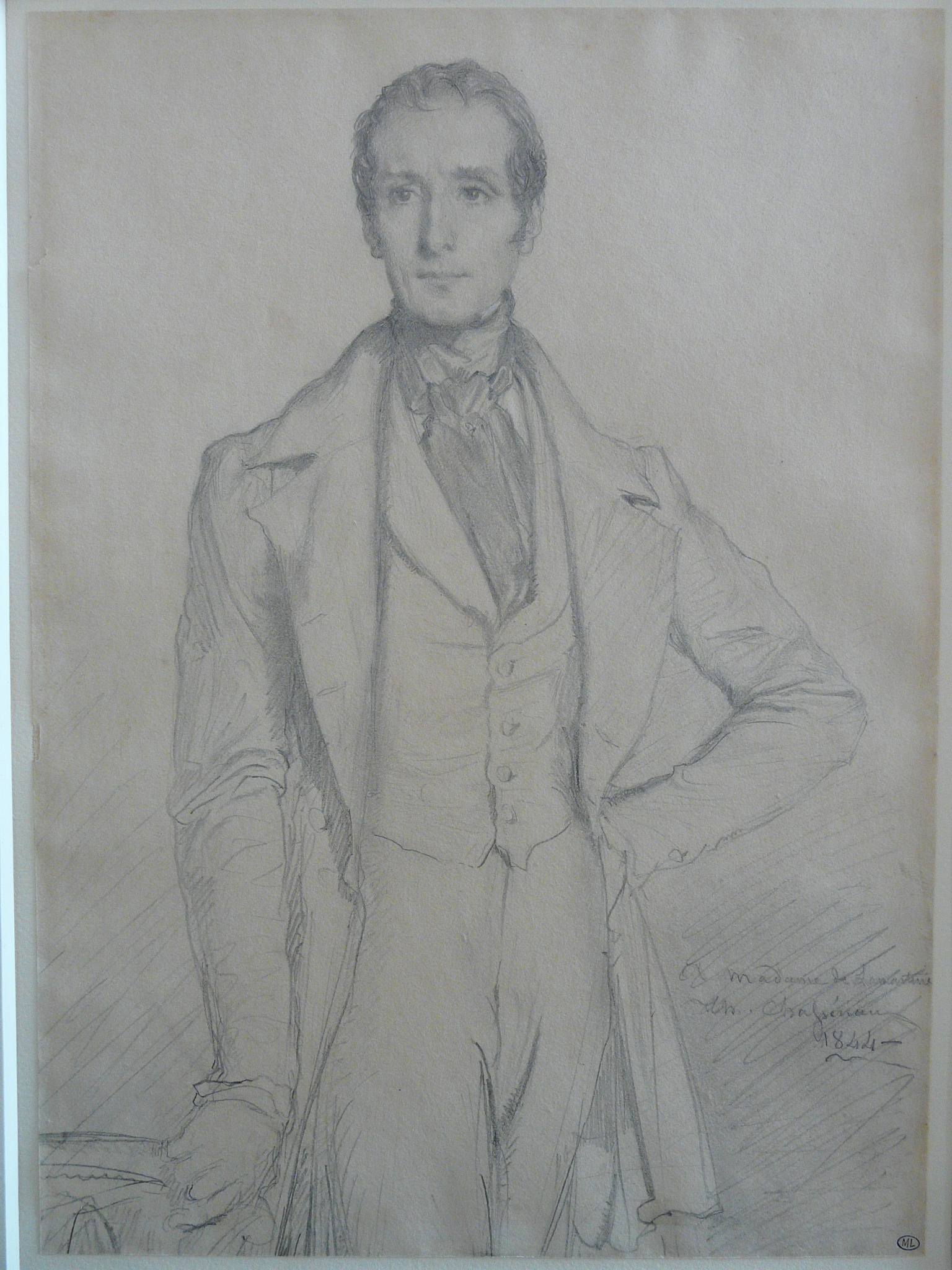
Retrato de Alphonse de Lamartine - 1844
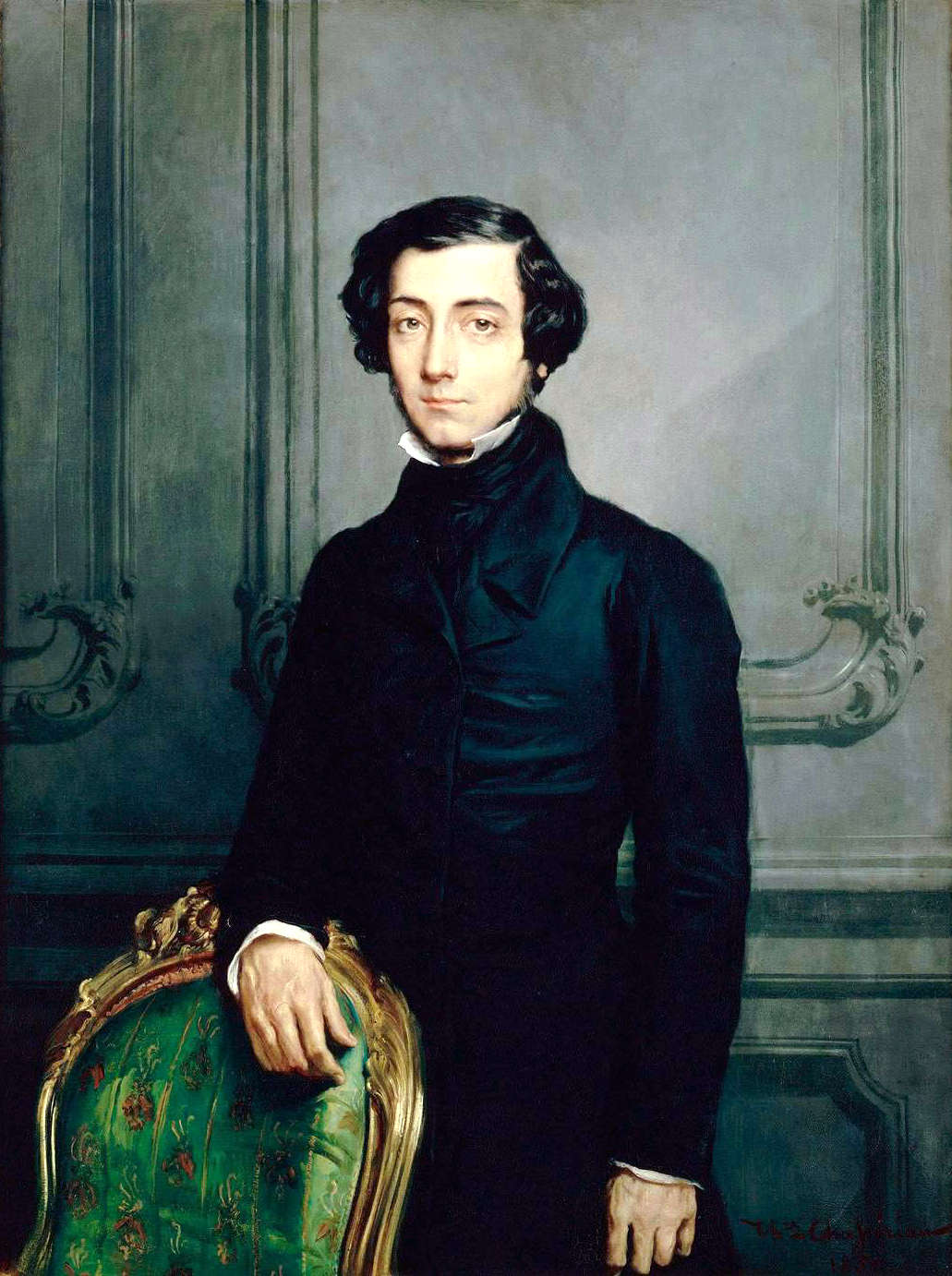
Retrato de Alexis de Tocqueville - 1855
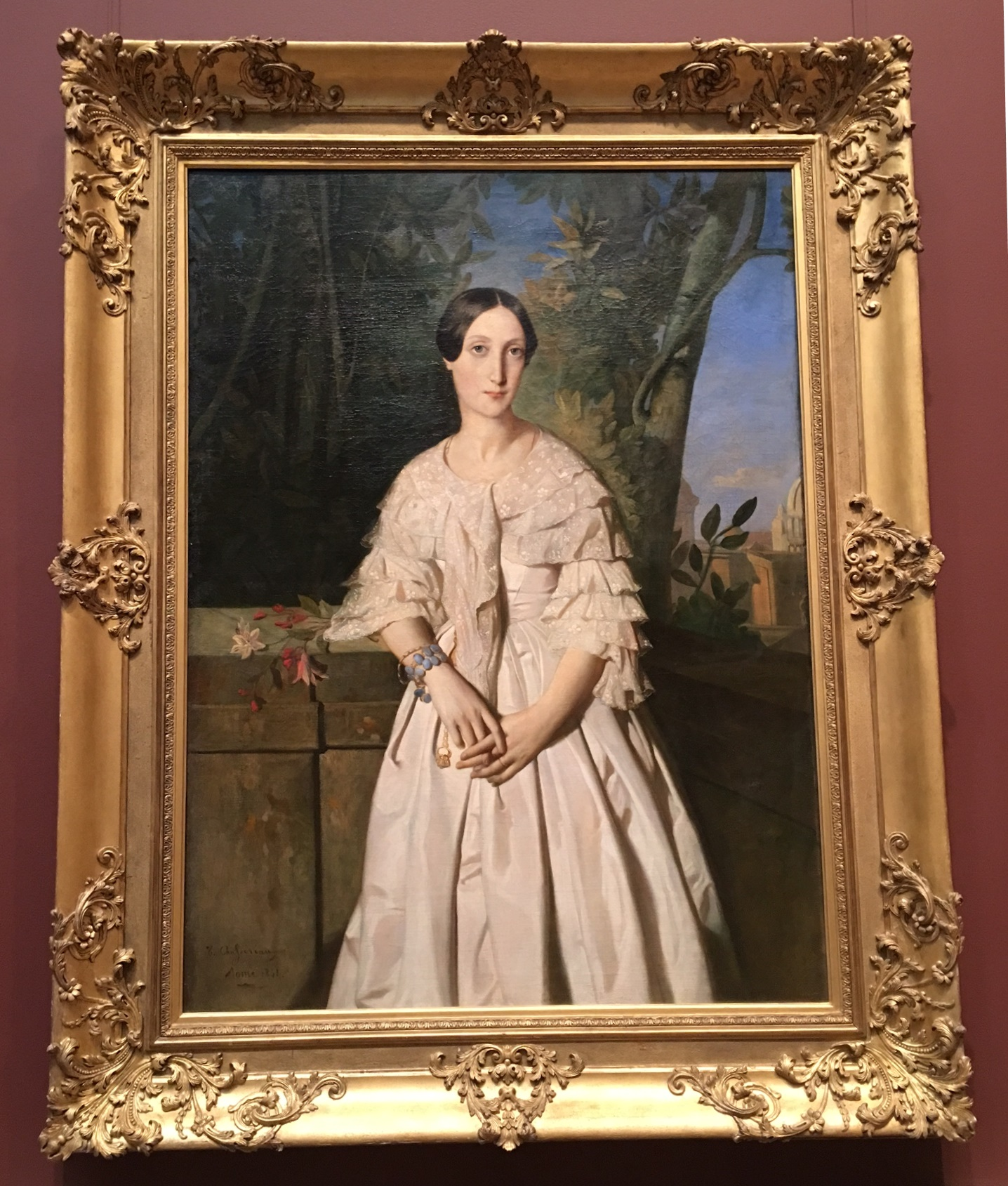
Retrato de la condesa de La Tour Maubourg, Museo Metropolitano de Arte, New York.
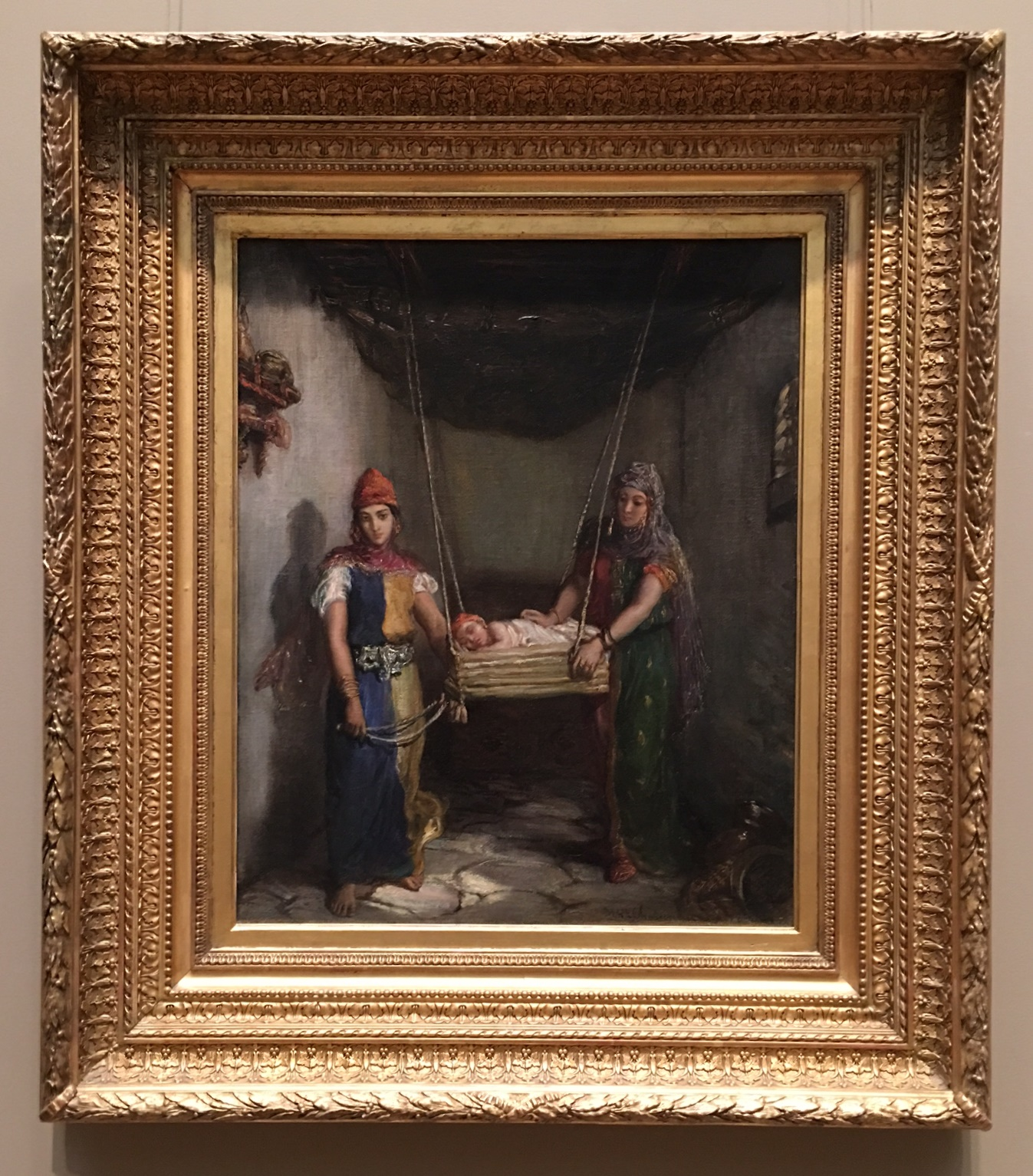
Dos jóvenes judías de Constantina acunando un bebé , Museo Metropolitano de Arte, New York.

## Exposiciones
- Théodore Chassériau : Parfum exotique - Museo Nacional de Arte Occidental de Tokio - Japón, 28 de febrero - 28 de mayo de 2017
- Théodore Chassériau : Obras sobre papel - Galería Nacional de Bellas Artes de Santo Domingo y el Centro Cultural Eduardo León Jimenes (Centro León) de Santiago de los Caballeros - República Dominicana, 2004
- Théodore Chassériau (1819-1856), Un autre Romantisme - Museo Metropolitano de Arte, Nueva York, Galeries nationales du Grand Palais en París, musée des beaux-arts de Estrasburgo, 2002
- Chassériau (1819-1856) : exposition au profit de la Société des amis du Louvre - Galerie Daber, París - Francia, 1976
- Theodore Chassériau (1819-1856) - Musée des beaux-arts de Poitiers - Francia, 1969
- Théodore Chassériau - Musée national des beaux-arts de Argel - Argelia, 1936
- Théodore Chassériau (1819-1856) - Musée de l'Orangerie, París - Francia, 1933
- Aquarelles et dessins de Chasseriau (1819-1856) - Galerie L. Dru, París - Francia, 1927
- Les Peintres orientalistes français - 4e exposition : Rétrospective Théodore Chassériau - Galerie Durand-Ruel, París - Francia, 1897